# Ernie Pieterse
Ernest "Ernie" Pieterse (Parow, 1938. július 4. – Johannesburg, 2017. november 1.) dél-afrikai autóversenyző.

## Pályafutása
Hazája három világbajnoki Formula–1-es versenyén vett részt. A 62-es futamon tizedikként ért célba. Egy évvel később motorhiba miatt kiesett, majd az 1965-ös versenyen nem tudta kvalifikálni magát a futamra.
Pályafutása alatt elindult több, a világbajnokság keretein kívül rendezett Formula–1-es versenyen is.

## Eredményei

### Teljes Formula–1-es eredménysorozata
(Táblázat értelmezése)

(Félkövér: pole-pozícióból indult; dőlt: leggyorsabb kört futott) 

| Év   | Csapat              | Modell   | Motor             | 1      | 2   | 3   | 4   | 5   | 6   | 7   | 8   | 9      | 10     | Helyezés | Pont |
| ---- | ------------------- | -------- | ----------------- | ------ | --- | --- | --- | --- | --- | --- | --- | ------ | ------ | -------- | ---- |
| 1962 | Ernest Pieterse     | Lotus 21 | Climax Straight-4 | NED    | MON | BEL | FRA | GBR | GER | ITA | USA | RSA 10 |        | -        | 0    |
| 1963 | Lawson Organisation | Lotus 21 | Climax Straight-4 | MON    | BEL | NED | FRA | GBR | GER | ITA | USA | MEX    | RSA Ki | -        | 0    |
| 1965 | Lawson Organisation | Lotus 21 | Climax Straight-4 | RSA Nk | MON | BEL | FRA | GBR | NED | GER | ITA | USA    | MEX    | -        | 0    |

## Külső hivatkozások
- Profilja a grandprix.com honlapon (angolul)
- Profilja a statsf1.com honlapon (angolul)
- Profilja a driverdatabase.com honlapon (angolul)